# Pulau Sentut
Pulau Sentut är en ö i Indonesien.   Den ligger i provinsen Kepulauan Riau, i den västra delen av landet, 800 km norr om huvudstaden Jakarta.